# Fraser River
Der Fraser River ist der längste ganz in der kanadischen Provinz British Columbia gelegene Fluss.

## Flusslauf
Der Fraser River entspringt in der Nähe des Mount Robson in den Rocky Mountains und mündet nach etwa 1375 km südlich der Stadt Vancouver in den Pazifik.
Der Fluss entwässert ein Gebiet von 248.035 km². Die Quelle liegt am Mount Edith Cavell. Zuerst fließt der Fraser in Richtung Nordwesten am Mount Robson vorbei. Bei 54°N macht er eine scharfe Biegung in Richtung Süden und fließt dann fast bis zur Grenze der Vereinigten Staaten. Die Coast Mountains durchquert er in einem tiefen Canyon, dem Fraser Canyon. Hier findet sich auch eine extreme Engstelle, bei Hells Gate. Anschließend biegt der Fluss bei Hope, an der Einmündung des Coquihalla River, scharf in Richtung Westen ab und passiert später Chilliwack. Wenige Kilometer südlich von Vancouver bildet er ein Delta und mündet in die Straße von Georgia zwischen dem Festland und Vancouver Island. An der Mündung beträgt die jährliche Wassermenge 112 Kubikkilometer (durchschnittlich etwa 3550 m³/s), und es werden 20 Millionen Tonnen Sedimente in den Ozean getragen.
Das Flussdelta ist besonders im Bereich der Boundary Bay ein wichtiger Rastplatz während des Vogelzugs von Regenpfeifern. Im Mai 1982 wurde im Delta, mit einer Fläche von 20.682 ha, das Ramsar-Feuchtgebiet „Fraser River Delta“ ausgewiesen.

## Geschichte
Am 14. Juni 1792 fuhren die spanischen Entdecker Dionisio Alcalá Galiano und Cayetano Valdés als erste Europäer in den nördlichen Mündungsarm des Fraser Rivers ein.
Der Oberlauf des Fraser River wurde durch Alexander MacKenzie im Jahr 1793 erforscht. Simon Fraser bereiste 1808 den Fluss auf seiner gesamten Länge und bestätigte, dass er nicht mit dem Columbia River verbunden ist.
Die Entwicklung der Provinz British Columbia ist eng mit dem Fluss verbunden, da dieser nach der Abtretung der Gebiete südlich des 49. Breitengrades an die Vereinigten Staaten mit dem Oregon-Vertrag 1846 die Hauptreiseroute zwischen dem Landesinnern und der Küste darstellte. Dies war insbesondere ab 1858 der Fall, als das Flusssystem zum Schauplatz der Fraser-Canyon-Goldrauschs wurde.
Zwischen 1865 und 1885 entstand die Cariboo Road (auch Cariboo Wagon Road oder Great North Road genannt), welche abschnittsweise auch dem Flussverlauf folgte. Dem Verlauf des Flusses folgte dann ab 1880 auch die Streckenführung der transkontinentalen Strecke der Canadian Pacific Railway bzw. ab 1911 einer zweite transkontinentale Strecke der Canadian Northern Railway.
Seit 1998 ist der Fluss ein Canadian Heritage River.
Im Jahr 2019 wurde am Fraser River ein großer Felssturz entdeckt, der ein unüberwindbares Hindernis für die Lachspopulationen darstellte, die im oberen Einzugsgebiet des Flusses laichen. Der Erdrutsch ereignete sich in einem schwer zugänglichen Canyon in der Nähe von Big Bar Creek, etwa 70 km nördlich von Lillooet, auf dem traditionellen Gebiet mehrerer First Nations, in deren Leben und Kultur der Lachs eine wichtige Rolle spielt. Mehr als 110.000 Kubikmeter Gestein und Geröll waren von einer 125 Meter hohen Klippe in den Fluss gestürzt. Ohne sofortiges Eingreifen wären die früh wandernden Lachsbestände irreparabel geschädigt worden. An den Notfallmaßnahmen beteiligten sich die kanadische Regierung zusammen mit der Provinzregierung von British Columbia und mehreren First Nations. Anfangs wurden die Lachse eingefangen, in Behältern stromauf transportiert und dort wieder in den Fluss gesetzt. Dazu mussten überhaupt erst befahrbare Pisten angelegt werden. Zu den Maßnahmen gehörten ferner die Stabilisierung der Felswände, umfangreiche Sprengungen, die Beseitigung des Rutschmaterials und die Schaffung eines dauerhaften naturnahen Fischaufstiegs, der die Lachswanderung flussaufwärts unterstützt. Im Jahr 2022 konnten schätzungsweise 2,9 Millionen Pazifische Lachse die Rutschstelle ohne Verzögerung passieren.

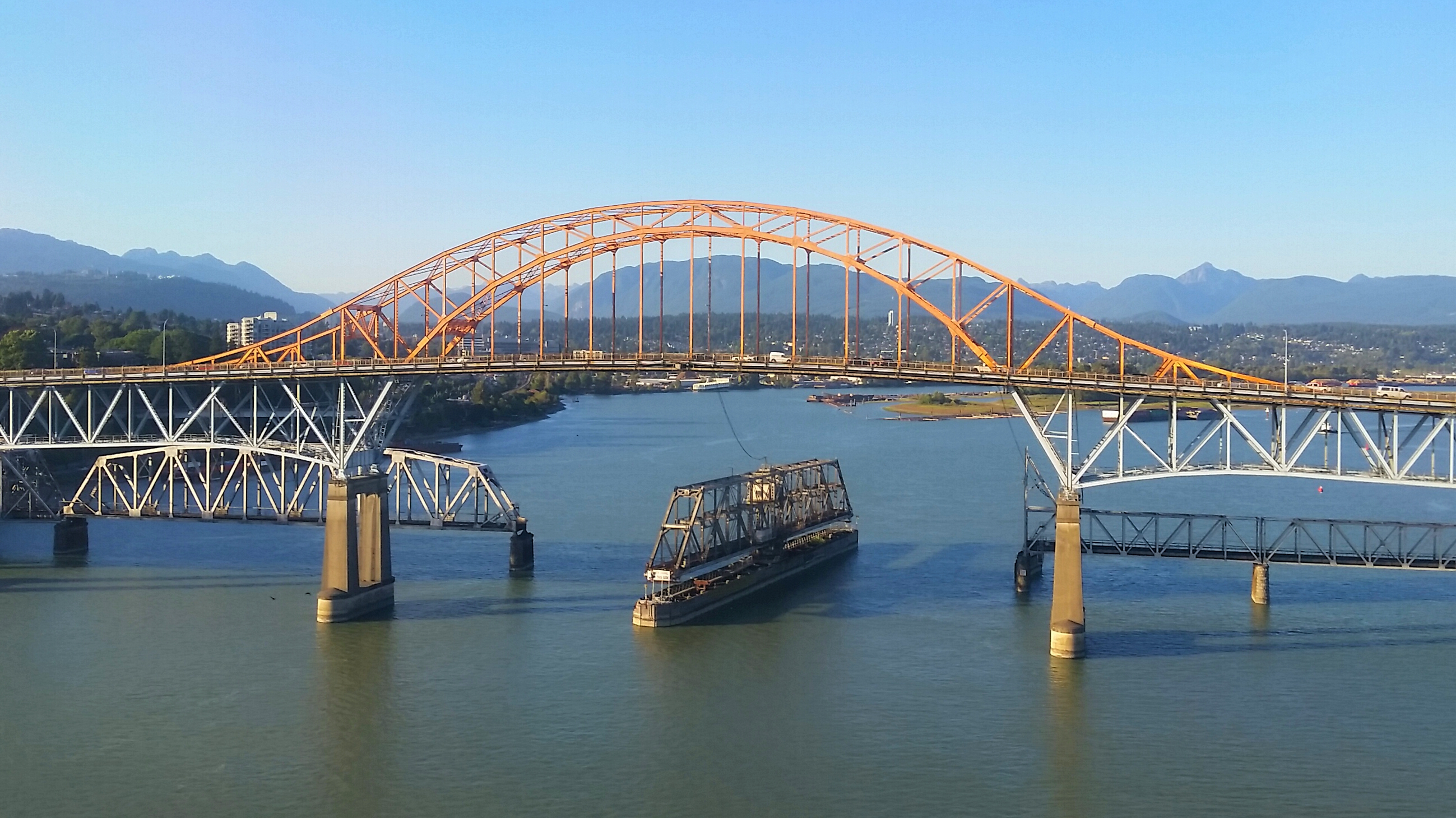
Straßenbrücke Pattullo Bridge und geöffnete Eisenbahn-Drehbrücke New Westminster Bridge über den Fraser River zwischen New Westminster und Surrey

## Größere Nebenflüsse
- Bowron River
- McGregor River
- Nechako River
- Quesnel River
- West Road (Blackwater) River
- Chilcotin River
- Bridge River
- Thompson River
- Nahatlatch River
- Anderson River
- Coquihalla River
- Harrison River
- Chilliwack River
- Stave River
- Pitt River

## Trivia
Von der Mündung des Fraser River bis zur Einmündung des Coquihalla River in diesen folgt ein Abschnitt des insgesamt 18.078 Kilometer langen Trans Canada Trails dem Fluss mehr oder weniger dicht.